# Sandy Springs, Georgia
Sandy Springs är en stad (city) i Fulton County, i delstaten Georgia, USA. Enligt United States Census Bureau har staden en folkmängd på 96 856 invånare (2011) och en landarea på 97,5 km².